# Uragano Damn
Uragano Damn è un singolo del rapper italiano Thasup, pubblicato il 15 dicembre 2023.

## Video musicale
Un visual video è stato reso disponibile in concomitanza con il lancio del singolo attraverso il canale YouTube del rapper.

## Tracce
Testi e musiche di Davide Mattei.
1. Uragano Damn – 3:22

## Classifiche
| Classifica (2023) | Posizione massima |
| ----------------- | ----------------- |
| Italia            | 64                |